# La Coma (Vallestàvia)
La Coma (la Coume, en francès) és un antic llogaret de la comuna de Vallestàvia, a la comarca del Conflent, a la Catalunya del Nord. El nom també apareix en les formes Mas la Coma i Mina de la Coma.
El lloc és a l'esquerra de la Lentillà, al nord-oest del poble de Vallestàvia, al vessant oriental del Canigó, i les seves cases encara eren habitades el 1937. En l'actualitat és en procés de restauració.
No gaire lluny de l'indret hi ha les antigues mines (Mina de la Coma) de ferro (siderites i hematites amb un 55% de ferro i un 4% de manganès), en explotació fins als anys 70. De la seva existència, però només en conserva el testimoni un forn i algunes ruïnes. L'entrada a les antigues galeries està actualment impedida pel fossat que s'hi ha format, amb un desnivell de més de vint metres. Una roda de l'antic telefèric del mineral ha esdevingut una curiositat turística que l'ajuntament de Vallestàvia destaca al seu web.